# Jan Lambertus Faber
Jan Lambertus Faber (Schouwerzijl, 21 maart 1875 – Epe, 10 mei 1958) was een Nederlands predikant en politicus.

## Loopbaan
Faber studeerde in Groningen en was vanaf 1901 achtereenvolgens als predikant werkzaam in Jelsum, Schalsum, Marssum, Zutphen, Boksum en opnieuw in Zutphen.

### Politiek
Faber was al jong lid geworden van de Sociaal-Democratische Arbeiderspartij (SDAP) en gold als eerste rode dominee. Hij zette zich onder meer in voor de drankbestrijding.
In november 1931 werd hij lid van de Tweede Kamer voor de Sociaal-Democratische Arbeiderspartij (SDAP), als opvolger van de prominente socialist A.B. Kleerekoper, die wegens ziekte had moeten aftreden. In de nazomer van datzelfde jaar weigerde Faber de opdracht van de burgemeester om onderdak te verlenen aan een luitenant.
Faber was ook in zijn woonplaats Zutphen lid van de gemeenteraad en van 1934-1941 wethouder van onderwijs. Na zijn decennium als politicus werd hij weer als predikant in Marssum beroepen. In 1945 ging hij met emeritaat, maar daarna was hij nog werkzaam als hulppredikant in Epe.

## Persoonlijk
Jan Lambert Faber had drie dochters. Zijn dochter Ant trouwde met de schrijver Menno ter Braak, haar zuster Mineke met diens broer, de huisarts Wim ter Braak.